# San Matteo al Cassaro

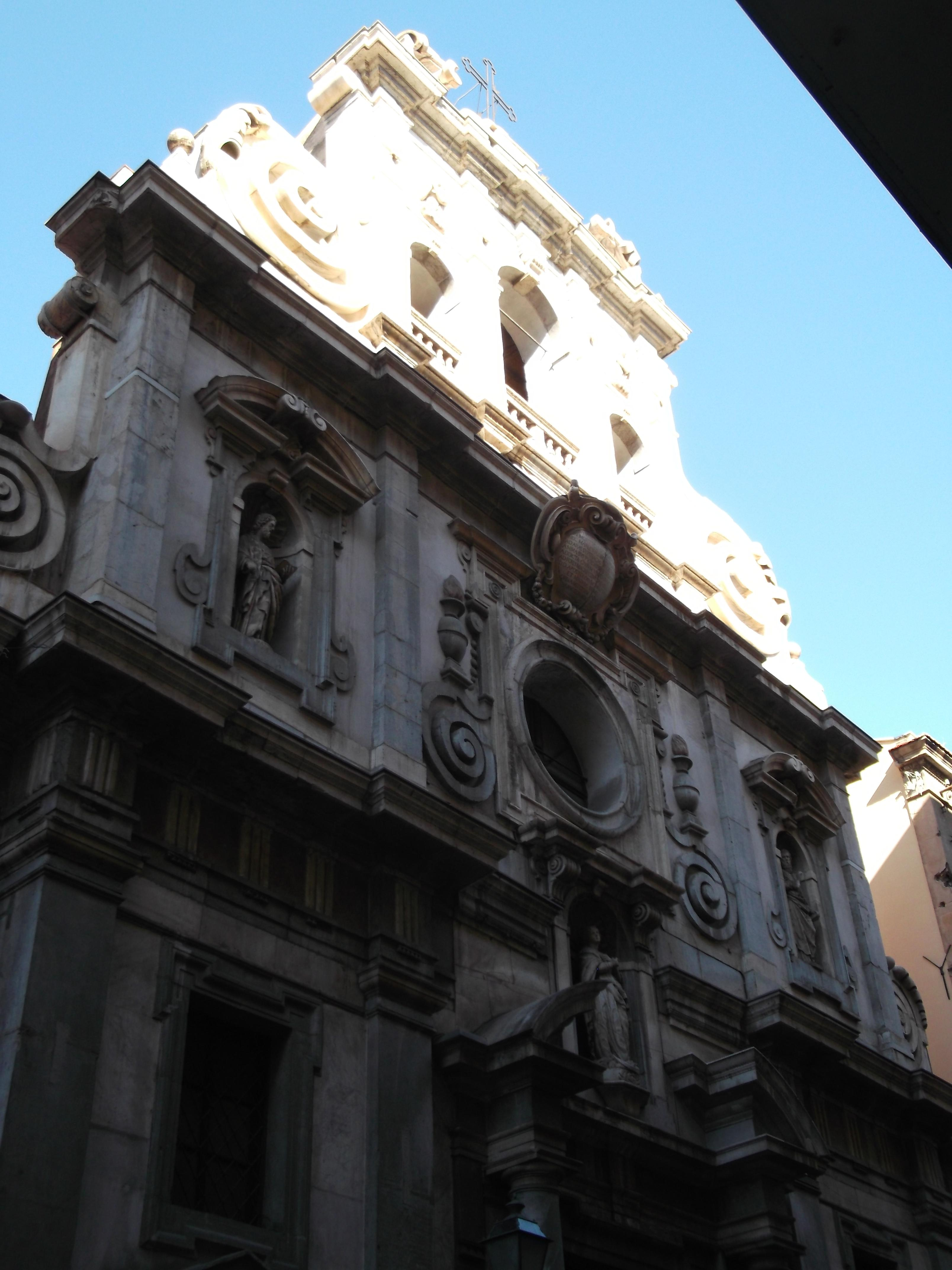
San Matteo al Cassaro

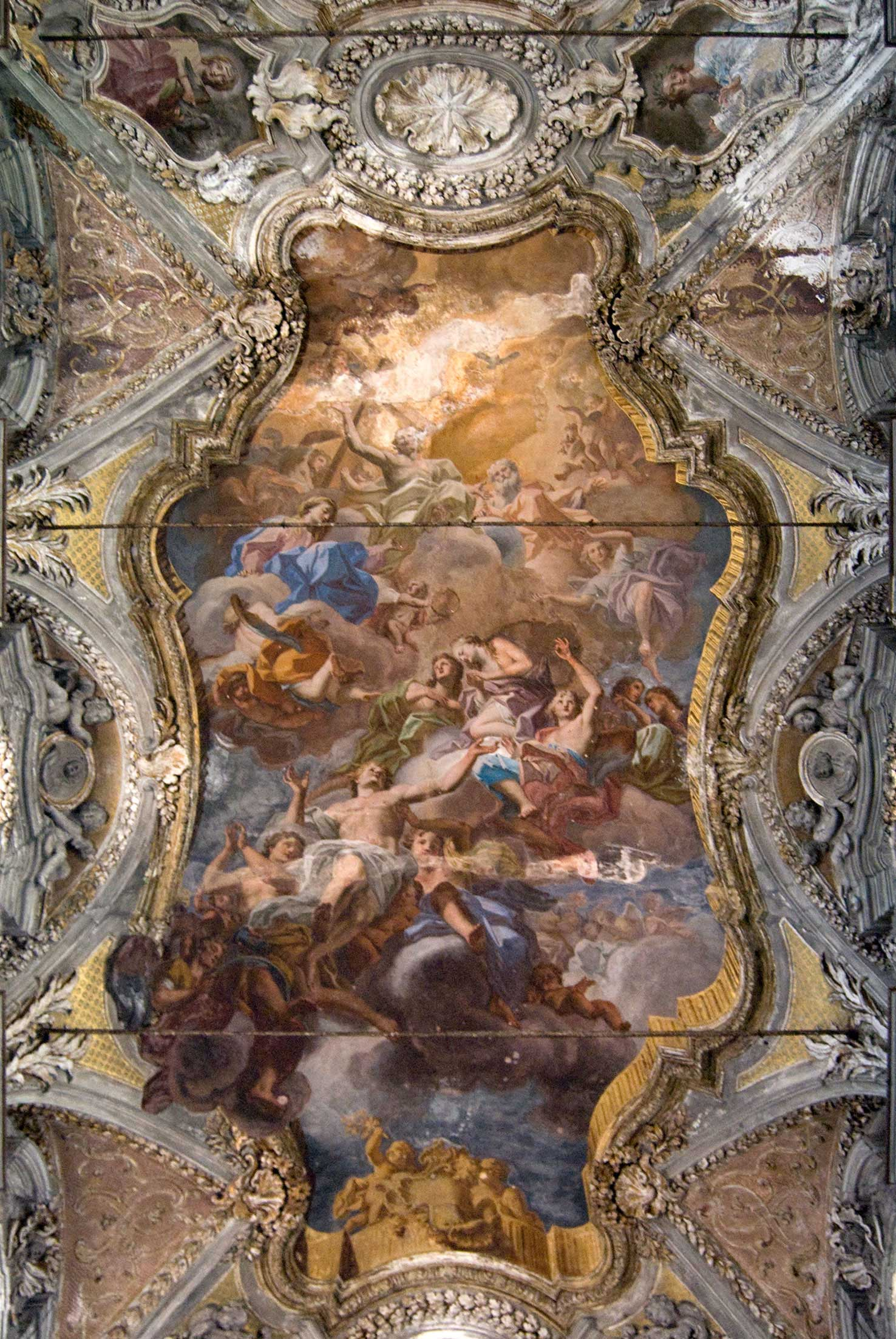
Deckenfresko von Vito D’Anna

San Matteo al Cassaro ist eine Kirche des Barock in Palermo.

## Baugeschichte
Auf dem Corso Vittorio Emanuele zwischen Via Maqueda und Via Roma befindet sich die Kirche San Matteo al Cassaro. 
Sie wurde auf Initiative des Franziskanerpaters Leonardo Galici ab 1633 durch eine Spende des bekannten Juristen Mario Muta erbaut, 1647 vom Erzbischof Ferdinando Andrada geweiht und 1664 vollendet. Wahrscheinlich war Mariano Smiriglio der leitende Architekt des Bauprojekts.

## Baubeschreibung
Die typische Barockfassade von Carlo D’Aprile und Gaspare Guercio zeigt über dem Portal die Statue der Maria. Über dem gekröpften Gesims in einer mit gesprenkelten Segmentgiebel gekrönten Nische die Skulpturen des Matthäus und Mattias, auf der Wandmitte ein quadratisch gerahmtes Ochsenauge, von zwei Voluten gestützt. Über einem Gebälk endet der Bau in einem von weiteren Voluten begleiteten hochgezogenen Dreiecksgiebel.
Das dreischiffige Kircheninnere in Form eines lateinischen Kreuzes wird von Säulen im Stil der Hochrenaissance gegliedert.
Unter der Leitung des Architekten Francesco Ferrigno wurde die Kirche im Innern mit Skulpturen, Stuck und Fresken versehen. Erst 1775 waren alle Arbeiten abgeschlossen.
Über dem Hauptportal ein Relief „Christus rettet Seelen“ (1729) von Giacomo Serpotta, von dem auch die 1728 vollendeten vier Statuen im Presbyterium „Nächstenliebe“, „Gerechtigkeit“, „Hoffnung“ und „Glaube“ stammen (die letzten beiden wohl unter Mithilfe von Bartolomeo Sanseverino).
Die Orgel stammt von Giuseppe Lungarno (1871).
Die teilweise unter dem Hauptschiff liegende, 160 m² große Krypta mit übereinander angeordneten Grabnischen dient als Grablege zahlreicher verdienter Bürger Palermos, so sind hier unter anderem Vito D’Anna und Giacomo Serpotta bestattet.

## Ausstattung
- Vito D’Anna: Fresko Kuppelfresko 1728 „Allegorische Frauengestalten“ (1758, gemeinsam mit Francesco Sozzi)
- Filippo Randazzo: Tafelbild „Gottesopfer“ (1741/43)
- Giuseppe Tresca: Hauptaltarbild (1796)
- Filippo Cinistri: Marmordekoration des Hauptaltars mit Achat und Lapislazuli und einem Basrelief mit biblischen Szenen
- Vincenzo Siracusa: Basrelief (19. Jh.)
- Pietro Marino: Skulptur 1738 (in der Sakristei)